# TV Primeira
A TV Primeira é um canal de televisão brasileiro operado via televisão por assinatura, pertencente à Prefeitura de São Vicente. A programação, voltada para o conteúdo comunitário, chega até 64 mil pessoas em São Vicente através da distruibuição pela operadora de TV a cabo Claro TV, no canal 2 do pacote digital. Trata-se do primeiro canal de televisão municipal do Brasil.
Oficialmente fundada em 22 de janeiro de 2000, a TV Primeira exibiu ao vivo a Encenação da Fundação da Vila de São Vicente, evento que é transmitido anualmente pelo canal em parceria com o NET Cidade, canal 26 da operadora de TV a cabo.

## História
Em seus dois primeiros anos no ar, o canal transmitia basicamente informações da cidade e telefones úteis.
Em 2002, a TV Primeira colocou no ar seus primeiros programas: Primeira em Notícias (um telejornal trissemanal), Mulheres de Gaia (programa feminino semanal) e Estúdio 19 (programa voltado ao público adolescente aficcionado por rock).
Dois anos depois, o telejornal Primeira em Notícias passava a ser diário.
Em 2005, aconteceu uma reestruturação na grade do canal, e o telejornal Primeira em Notícias saiu do ar dando lugar a boletins na programação e em 2006, entrou no ar o programa Toque de Primeira, focando principalmente as notícias do esporte em São Vicente.
Para celebrar o aniversário de 10 anos do canal em 2010, foram criados clipes comemorativos com os funcionários do canal cantando o tema "Se Liga Aqui!", além de uma remodelação do logotipo. 
Com a mudança da administração em 2013, a TV Primeira sofreu uma grande alteração nos seus quadros, além de alguns programas serem extintos. A marca foi remodelada e o slogan foi alterado para a ocasião.

## Programação atual
- Primeira em Notícias
- Entrevista
- Toque de Primeira
- Criptonita
- Dicas de Cinema
- Almoço de Estrelas
- Direito e Cidadania
- Oficina do Direito
- +Saúde[5]